# Valter Dešpalj

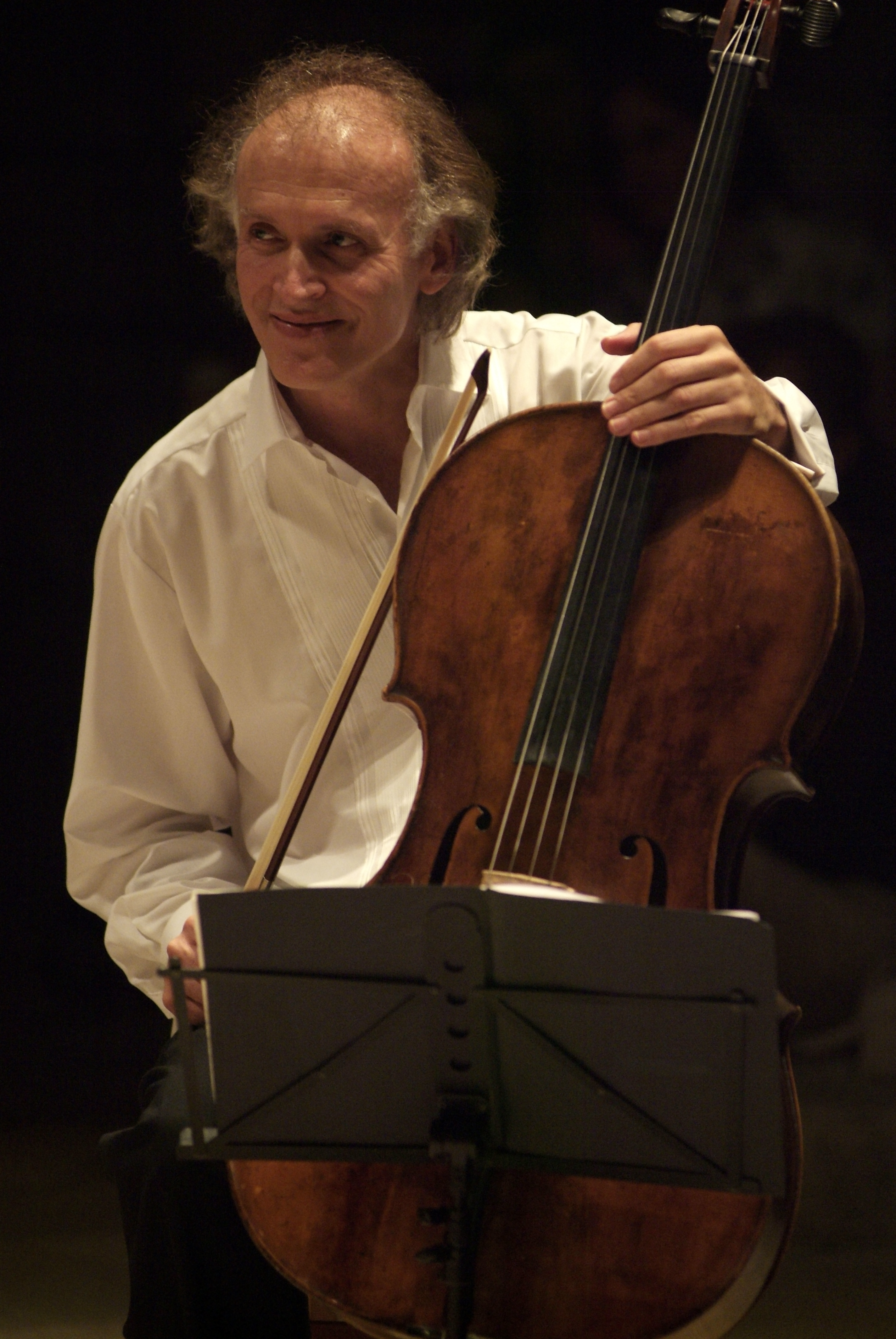
Valter Dešpalj

Valter Dešpalj (* 5. November 1947 in Zadar; † 9. April 2023) war ein kroatischer Cellist. Er lehrte als Professor an der Musikakademie Zagreb. 

## Leben und Wirken
Er studierte zunächst an der Juilliard School bei Leonard Rose, Felix Galimir und dem Juilliard Quartett, später bei Galina Kosolupowa am Tschaikowski-Konservatorium Moskau. Meisterkurse bei Pablo Casals, Pierre Fournier und André Navarra rundeten seine Ausbildung ab. 
Dešpalj konzertierte auf der ganzen Welt, inklusive Festspiele in Gstaad, Lockenhaus, Kuhmo und Dubrovnik, unter anderem auch in so berühmten Konzertsälen wie der Carnegie Hall (New York), der Royal Festival Hall (London), dem Sydney Opera House oder auch dem Concertgebouw Amsterdam. Als Solist spielte er unter anderem mit dem Deutschen Symphonie-Orchester Berlin, der Dresdner Philharmonie, den Warschauer Philharmonikern, den Rotterdamer Philharmonikern, dem Niederländischen Rundfunkorchester, dem National Symphony Orchestra Washington, dem Sydney Symphony Orchestra und dem Melbourne Symphony Orchestra, mit Dirigenten wie Roberto Benzi, Sergiu Comissiona, James Conlon, Vernon Handley, Günther Herbig, Hiroyuki Iwaki, David Zinman und Andrzej Markowski.
Zu seinen Kammermusikpartnern zählen Gidon Kremer, Yo-Yo Ma, Heinrich Schiff, Philippe Entremont, Yuri Bashmet, Tabea Zimmermann, Irena Grafenauer, Dmitri Sitkovetsky und Alexandre Rabinovitch. 
Neben seiner Lehrtätigkeit in Zagreb lehrte er als Gastprofessor am Königlichen Konservatorium von Den Haag und Konservatorium Amsterdam. Despalj war überdies Herausgeber von Celloliteratur und Juror in den berühmtesten Musikwettbewerben, wie etwa dem Tschaikowski-Wettbewerb (Moskau), dem Bach-Wettbewerb (Leipzig) und dem ARD-Wettbewerb (München).